# کوسکوس

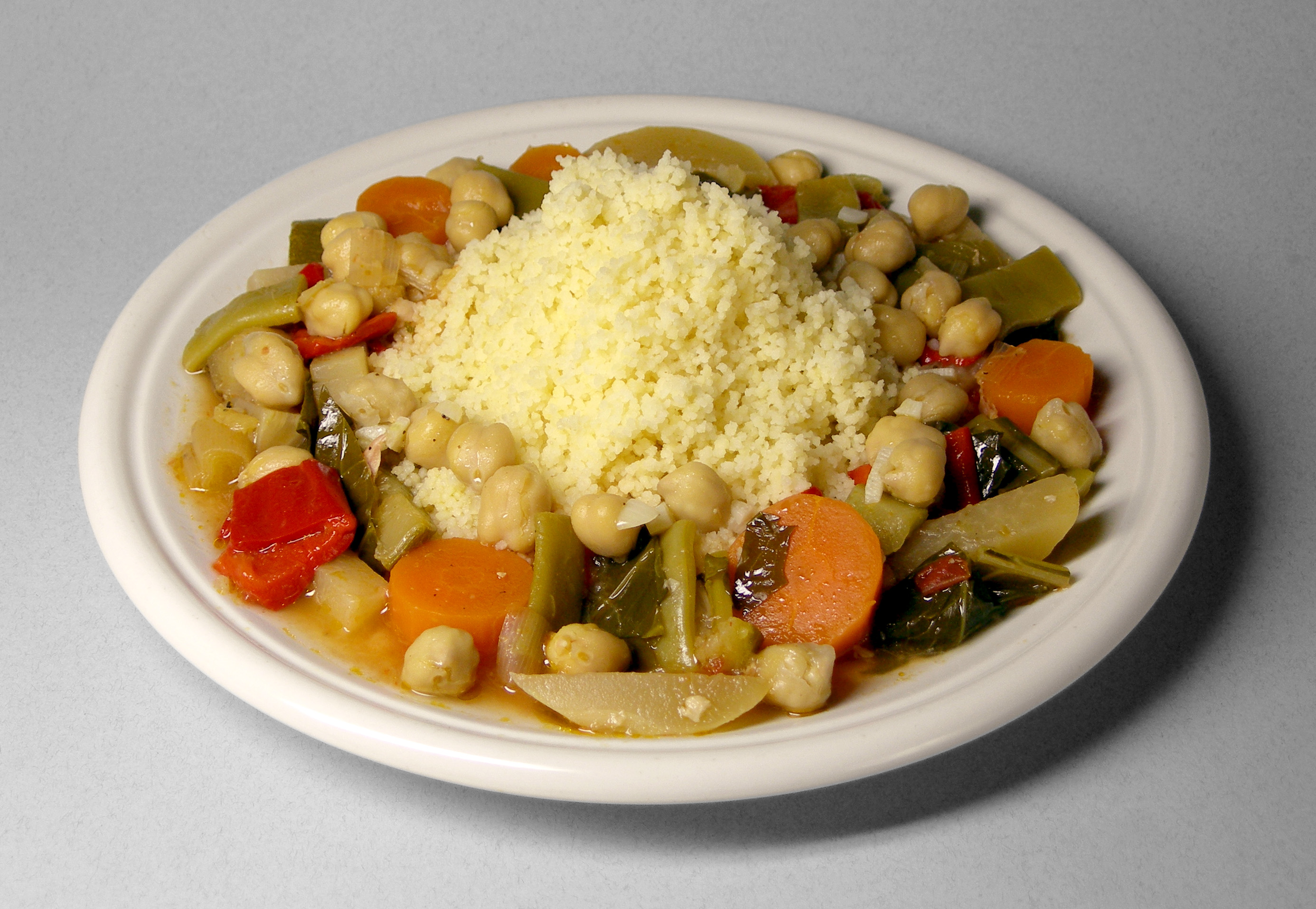
کوسکوس با سبزیجات و نخود

کوسکوس، کُسْکُس، کُسْکْسِی، سیکسو، کیوسکیوس یا بلغور عربی غذایی محبوب در بسیاری از کشورهای عربی و شمال آفریقا و بربر است. در جنوب ایتالیا و به ویژه سیسیل نیز جزو غذاهای پرکاربرد و محبوب است. در تهیه این غذا از سمولینای گندم و آرد گندم استفاده می‌شود. از حبوبات نیز بعضاً در این غذا استفاده می‌شود. کوسکوس سنتی برای آماده‌سازی نیاز به زمان زیادی دارد و معمولاً بخارپز می‌شود.

## نحوه پخت
کوسکوس به‌صورت سنتی همراه با گوشت یا خورش سبزیجات سرو می‌شود. کوسکوسی که به‌صورت آماده طبخ در فروشگاه‌ها یافت می‌شود، قبلاً بخار پز شده و خشک شده‌است. معمولاً دستور پخت آن در این حالت به این صورت است: به ازای هر پیمانه کوسکوس، یک و نیم پیمانه آب جوش به آن اضافه کنید و به مدت ۵ دقیقه در ظرف را محکم بپوشانید. کوسکوس باد می‌کند و در مدت کمی قابل خوردن می‌شود.

## منبع غذایی
کوسکوس از نظر غذایی جزو سالم‌ترین محصولات غله‌ای است. دوبرابر پاستا، ویتامین ب۶، نیاسین، ریبوفلاوین و اسید فولیک دارد و به ازای هر ۱۰۰ کالری، ۳٫۶گرم پروتئین دارد. چربی موجود در هر ۱۰۰ کالری آن از هردوی برنج و پاستا کمتر است.

## غذای تظاهرات در الجزایر
در بحبوحه اعتراضات ۲۰۱۹ الجزایر که در پی اعلام نامزدی عبدالعزیز بوتفلیقه در انتخابات ریاست‌جمهوری این کشور آغاز شد، مردم شهر برج بوعریریج شروع به توزیع کوسکوس در میان تظاهرکنندگان کردند.